# 21392 Helibrochier
21392 Helibrochier è un asteroide della fascia principale. Scoperto nel 1998, presenta un'orbita caratterizzata da un semiasse maggiore pari a 2,2805785 UA e da un'eccentricità di 0,1074699, inclinata di 6,32572° rispetto all'eclittica.